# Lorenzo Bernardi
Lorenzo Bernardi (Trento, 11 agosto 1968) è un allenatore di pallavolo ed ex pallavolista italiano, di ruolo schiacciatore, tecnico dell'AGIL.
Nel 2001 è stato eletto dalla FIVB "Miglior giocatore di pallavolo del XX secolo", assieme allo statunitense Karch Kiraly, ed è per questo considerato uno dei pallavolisti più forti di tutti i tempi oltreché un simbolo della cosiddetta generazione di fenomeni.

## Caratteristiche tecniche

### Giocatore
In 373 gare di Serie A1 mise a segno 6 473 punti; è terzo in classifica generale dietro Andrea Giani e Michele Pasinato, e precede Luca Cantagalli e Andrea Zorzi. Detiene il record di punti segnati nei play-off: 1 952 in 105 partite giocate; precede Zorzi, che ha comunque una miglior media-punti per partita. Sommando le statistiche di regular season e play-off, Bernardi è primo per numero di punti segnati, con 8 425 in 478 partite.
Nelle 373 gare di regular season realizzò 661 muri vincenti (tredicesimo in classifica generale); a questi vanno aggiunti 204 muri realizzati nei play-off (settimo posto in classifica). Bernardi ha dunque realizzato in A1 865 muri (decimo posto in classifica) in 478 gare.
Realizzò 357 ace in regular season (quinto in classifica), più 101 nei play-off (terzo in classifica); in totale è quarto in classifica con 458 battute vincenti in 478 partite di campionato italiano.

## Carriera

### Giocatore

#### Club

Un attacco di Bernardi per il Treviso nel 1991

Iniziò la sua carriera come palleggiatore, nei primi anni 80, giocando per il CUS Trento con cui ottenne una promozione in Serie B nel 1983. Debuttò poi in Serie A1 con il Petrarca di Padova nella stagione 1984-85.
Venne dunque ingaggiato dalla Panini di Julio Velasco il quale, allenandolo, ne intuì le doti di schiacciatore; il tecnico argentino divenne presto il principale punto di riferimento della sua carriera, anche nel successivo connubio in nazionale. Con la squadra modenese vinse quattro Scudetti oltreché una lunga serie di trofei nazionali e continentali.
Dopo la crisi finanziaria a cui Modena andò incontro nei primi anni 90, Bernardi fu ingaggiato dall'ambizioso Treviso, con cui giocò tredici stagioni inanellando una nuova serie di successi italiani ed europei. Nella stagione 2001-02 vinse con la squadra trevigiana il nono Scudetto della sua carriera; detiene dunque ancora oggi, assieme a Gian Franco Zanetti, il record di atleta più scudettato nel campionato italiano.
Successivamente vestì la maglia di varie squadre, tra cui quella del Trentino tra il 2002 e il 2004; giocò ancora ad alti livelli, per un breve periodo, in Grecia e poi in Qatar, prima di chiudere nel biennio 2007-09 come giocatore-allenatore dell'Anaune, in Serie B1.

#### Nazionale
Dopo il debutto in maglia azzurra, avvenuto sotto la gestione di Aleksander Skiba il 27 maggio 1987, in Portogallo, durante il torneo di qualificazione all'europeo, Bernardi divenne uno dei principali artefici dei successi della generazione di fenomeni allenata da Velasco nel decennio seguente; nel 1994 venne eletto miglior giocatore del mondiale, e la stessa cosa accade l'anno successivo all'europeo.
Vanta un totale di 306 presenze in maglia azzurra.

### Allenatore
Lasciato l'Anaune dopo la promozione in Serie A2 al termine del campionato 2008-09, gli viene affidata la nazionale juniores, con cui ha vinto la medaglia d'oro ai Giochi del Mediterraneo di Pescara.
Per la stagione 2009-10 è ingaggiato dal Padova, in A2, ma viene esonerato a metà campionato dopo la sconfitta con Massa Carrara. Nella stagione successiva, 2010-11, va a sostituire Igor Prielozny sulla panchina del Jastrzębski Węgiel, squadra militante nella massima categoria polacca, dove rimane fino al 2014 quando diventa l'allenatore della squadra turca della capitale, l'Halkbank.
Nel novembre 2016 prende da Slobodan Kovač le redini della Sir Safety Perugia, dove rimane per il successivo triennio. Con il sestetto umbro, nella stagione 2017-18 ottiene uno storico treble conquistando Supercoppa italiana, Coppa Italia e Scudetto, i primi trofei nella storia del club, bissando poi nell'annata successiva la vittoria in Coppa.
Nel settembre 2020 subentra ad Andrea Gardini sulla panchina della You Energy di Piacenza, dove rimane fino al dicembre 2022. Nel maggio 2023 viene ingaggiato dall'AGIL, passando al femminile. Alla stagione d'esordio a Novara vince la Challenge Cup 2023-24, mentre nella successiva la Coppa CEV.
Nel 2024 è tra gli assistenti di Julio Velasco nello staff della nazionale femminile italiana: nel corso dell'anno solare partecipa alle vittorie azzurre nella Volleyball Nations League e al torneo olimpico di Parigi.

## Statistiche

### Club
| Stagione       | Squadra          | Campionato | Campionato | Campionato | Coppe nazionali | Coppe nazionali | Coppe nazionali | Coppe continentali | Coppe continentali | Coppe continentali | Altre coppe | Altre coppe | Altre coppe | Totale | Totale |
| Stagione       | Squadra          | Comp       | Pres       | Punti      | Comp            | Pres            | Punti           | Comp               | Pres               | Punti              | Comp        | Pres        | Punti       | Pres   | Punti  |
| -------------- | ---------------- | ---------- | ---------- | ---------- | --------------- | --------------- | --------------- | ------------------ | ------------------ | ------------------ | ----------- | ----------- | ----------- | ------ | ------ |
| 1981-1982      | Marzola Trento   | C1         | ?          | ?          | -               | -               | -               | -                  | -                  | -                  | -           | -           | -           | ?      | ?      |
| 1982-1983      | Marzola Trento   | C1         | ?          | ?          | -               | -               | -               | -                  | -                  | -                  | -           | -           | -           | ?      | ?      |
| 1983-1984      | Marzola Trento   | B          | ?          | ?          | -               | -               | -               | -                  | -                  | -                  | -           | -           | -           | ?      | ?      |
| 1984-1985      | Petrarca         | A1         | ?          | ?          | CI              | ?               | ?               | -                  | -                  | -                  | -           | -           | -           | ?      | ?      |
| 1985-1986      | Modena           | A1         | ?          | ?          | CI              | ?               | ?               | CdC                | ?                  | ?                  | -           | -           | -           | ?      | ?      |
| 1986-1987      | Modena           | A1         | ?          | ?          | CI              | ?               | ?               | CC                 | ?                  | ?                  | -           | -           | -           | ?      | ?      |
| 1987-1988      | Modena           | A1         | ?          | ?          | CI              | ?               | ?               | CC                 | ?                  | ?                  | -           | -           | -           | ?      | ?      |
| 1988-1989      | Modena           | A1         | 2          | 63         | CI              | ?               | ?               | CC                 | ?                  | ?                  | -           | -           | -           | ?      | ?      |
| 1989-1990      | Modena           | A1         | 31         | 887        | CI              | ?               | ?               | CC                 | ?                  | ?                  | -           | -           | -           | ?      | ?      |
| 1990-1991      | Treviso          | A1         | 25         | 606        | CI              | ?               | ?               | CEV                | ?                  | ?                  | -           | -           | -           | ?      | ?      |
| 1991-1992      | Treviso          | A1         | 29         | 793        | CI              | ?               | ?               | -                  | -                  | -                  | -           | -           | -           | ?      | ?      |
| 1992-1993      | Treviso          | A1         | 29         | 659        | CI              | ?               | ?               | CEV                | ?                  | ?                  | CdM         | ?           | ?           | ?      | ?      |
| 1993-1994      | Treviso          | A1         | 35         | 823        | CI              | ?               | ?               | CdC                | ?                  | ?                  | -           | -           | -           | ?      | ?      |
| 1994-1995      | Treviso          | A1         | 29         | 578        | CI              | ?               | ?               | CC+SE              | ?+?                | ?+?                | -           | -           | -           | ?      | ?      |
| 1995-1996      | Treviso          | A1         | 32         | 734        | CI              | ?               | ?               | CC+SE              | ?+?                | ?+?                | -           | -           | -           | ?      | ?      |
| 1996-1997      | Treviso          | A1         | 17         | 304        | CI+SI           | ?+1             | ?+16            | CC                 | ?                  | ?                  | -           | -           | -           | ?      | ?      |
| 1997-1998      | Treviso          | A1         | 28         | 527        | CI              | ?               | ?               | CEV                | ?                  | ?                  | -           | -           | -           | ?      | ?      |
| 1998-1999      | Treviso          | A1         | 30         | 599        | CI+SI           | 3+1             | 53+17           | CC+SE              | ?+?                | ?+?                | -           | -           | -           | ?      | ?      |
| 1999-2000      | Treviso          | A1         | 20         | 250        | CI+SI           | ?+1             | ?+6             | CC+SE              | ?+?                | ?+?                | -           | -           | -           | ?      | ?      |
| 2000-2001      | Treviso          | A1         | 25         | 225        | CI+SI           | 0+1             | 0+13            | CC+SE              | ?+0                | ?+0                | -           | -           | -           | ?      | ?      |
| 2001-2002      | Treviso          | A1         | 36         | 342        | CI+SI           | 1+1             | 5+6             | ECL+SE             | 5+0                | 68+0               | -           | -           | -           | 43     | 417    |
| 2002-2003      | Trentino         | A1         | 26         | 233        | CI              | 1               | 0               | -                  | -                  | -                  | -           | -           | -           | 27     | 233    |
| 2003-2004      | Trentino         | A1         | 21         | 245        | CI              | 1               | 14              | -                  | -                  | -                  | -           | -           | -           | 22     | 259    |
| 2004           | Al-Rayyan        | ?          | ?          | ?          | ?               | ?               | ?               | ?                  | ?                  | ?                  | ?           | ?           | ?           | ?      | ?      |
| 2004-2005      | Lube             | A1         | 32         | 336        | CI              | 1               | 11              | -                  | -                  | -                  | -           | -           | -           | 33     | 347    |
| set.-nov. 2005 | Olympiakos       | A1L        | ?          | ?          | CG+SG           | ?+?             | ?+?             | -                  | -                  | -                  | -           | -           | -           | ?      | ?      |
| nov. 2005-2006 | API Verona       | A1         | 16         | 211        | -               | -               | -               | -                  | -                  | -                  | -           | -           | -           | 16     | 211    |
| 2006-gen. 2007 | BluVolley Verona | A1         | 12         | 112        | -               | -               | -               | -                  | -                  | -                  | -           | -           | -           | 12     | 112    |
| gen.-apr. 2007 | Gabeca           | A1         | 9          | 51         | CI              | 1               | 10              | -                  | -                  | -                  | -           | -           | -           | 10     | 61     |
| 2007-2008      | Anaune           | B1         | ?          | ?          | -               | -               | -               | -                  | -                  | -                  | -           | -           | -           | ?      | ?      |
| 2008-2009      | Anaune           | B1         | ?          | ?          | -               | -               | -               | -                  | -                  | -                  | -           | -           | -           | ?      | ?      |

## Palmarès

### Giocatore

#### Club

##### Competizioni nazionali

Bernardi (n. 9) nel Treviso 1993-94, per la prima volta campione d'Italia

- Campionato italiano: 9

1985-86, 1986-87, 1987-1988, 1988-1989
1993-94, 1995-96, 1997-98, 1998-99, 2000-01
- Coppa Italia: 5

1985-86, 1987-88, 1988-89
1992-93 1999-00
- Supercoppa italiana: 3

1998, 2000, 2001

##### Competizioni internazionali

Bernardi (n. 9) nella Panini 1989-90, vincitrice della sua prima Coppa dei Campioni

- Coppa dei Campioni: 4

1989-90
1994-95, 1998-99, 1999-00
- Coppa delle Coppe: 2

1985-86
1993-94
- Coppa CEV: 4

1990-91, 1992-93, 1997-98
2004-05
- Supercoppa europea: 2

1994, 1999

#### Nazionale
- Olimpiadi:

 1996
- Campionato mondiale maschile di pallavolo:

 1990, 1994
- Campionato europeo maschile di pallavolo:

 1989, 1993, 1995
- World League:

 1990, 1991, 1992, 1994, 2000
- World Top Four:

 1994
- Grand Champions Cup maschile:

 1993
- Coppa del Mondo:

 1995
- Goodwill Games

 1990

#### Premi individuali
- MVP della World League:

1992, 1996
- Miglior realizzatore della World League:

1996
- MVP del Campionato del mondo:

1994
- MVP del Campionato europeo:

1995

- 2001 - FIVB: Miglior giocatore del XX secolo (ex aequo con Karch Kiraly)

### Allenatore

#### Club
- Campionato turco: 1

2015-16
- Campionato italiano: 1

2017-18
- Coppa di Turchia: 1

2014-15
- Coppa Italia: 2

2017-18, 2018-19
- Supercoppa turca: 2

2015
- Supercoppa italiana: 1

2017
- Challenge Cup: 1

2023-24
- Coppa CEV: 1

2024-25

#### Nazionale (competizioni minori)
- Giochi del Mediterraneo 2009

#### Premi individuali
- 2018 - Superlega: Miglior allenatore

## Riconoscimenti
- Nel 2008 fu inserito nella Volleyball Hall of Fame
- Nel maggio 2015, una targa a lui dedicata fu inserita nella Walk of Fame dello sport italiano a Roma, riservata agli ex atleti italiani che si sono distinti in campo internazionale.[14][15]